# Sniffles et le Rat de bibliothèque
 (septembre 2024).
Si vous disposez d'ouvrages ou d'articles de référence ou si vous connaissez des sites web de qualité traitant du thème abordé ici, merci de compléter l'article en donnant les références utiles à sa vérifiabilité et en les liant à la section « Notes et références ».
Pour plus de détails, voir Fiche technique et Distribution.
Sniffles et le Rat de bibliothèque (Sniffles and the Bookworm) est un cartoon Merrie Melodies réalisé par Chuck Jones en 1939. Il met en scène Sniffles et le rat de bibliotèque.